# Ganzbach (Melk)
Der Ganzbach ist ein rechter Zufluss zur Melk bei Oberndorf an der Melk in Niederösterreich.
Der Ganzbach entspringt in Dachsberg zwischen dem Dachsberg (798 m ü. A.) und dem Haubenberg (731 m ü. A.) beim Hof Kleindachsberg westlich der Burg Plankenstein und fließt von dort nach Norden ab, wo in Mühlgraben rechts der Mühlgraben zufließt und bei Kandelsberg von links der Bach von Kandelsberg einmündet. Der Ganzbach passiert nun den Schussgraben, die Engstelle zwischen Fußmaißlberg und Schweinzberg und fließt danach über den namensgebenden Ort Ganz und nach der Aufnahme des Wildengrabens auf die Melk zu, in die er, von rechts kommend, südlich von Oberndorf einfließt. Sein Einzugsgebiet umfasst 12,5 km² in großteils offener Landschaft.